# Leopold Wedel
Leopold Wedel (* 25. Dezember 1941 in Wien) ist ein ehemaliger österreichischer Politiker (SPÖ). Er war von 1993 bis 1997 Bezirksvorsteher des 22. Wiener Gemeindebezirks Donaustadt.
Wedel absolvierte in Wien seine Schulausbildung bis zum Handelsschulabschluss und war beruflich als Versicherungsangestellter tätig, wobei er sich bereits in frühen Jahren in der sozialdemokratischen Partei engagierte. Er war zunächst als Bezirksrat im Bezirk Donaustadt aktiv und hatte zwischen 1978 und 1993 das Amt des Bezirksvorsteher-Stellvertreters inne. Nach dem Tod seines Vorgängers Albert Schultz übernahm Wedel am 22. Dezember 1993 das Amt des Bezirksvorstehers, das er bis zum 31. Dezember 1997 innehatte. Sein Nachfolger wurde Franz-Karl Effenberg. Während seiner Amtszeit als Bezirksvorsteher gründete er die Städtepartnerschaft zu Arakawa, einem Stadtbezirk von Tokio.